# Mercedes-Benz Classe A (Type 177)
La Mercedes-Benz Classe A (Type 177) est une voiture compacte fabriquée par le constructeur automobile allemand Mercedes-Benz depuis mai 2018. Elle est la quatrième génération de la Classe A et remplace la Type 176.
Elle est disponible en deux carrosseries différentes : berline bicorps (W177) et berline tricorps (V177 et Z177).

## Historique
- Avril 2017 : présentation du Concept A-Sedan au Salon automobile de Shanghai.
- 2 février 2018 : présentation de la quatrième Classe A à Amsterdam.
- Mars 2018 : présentation officielle de la version bicorps au Salon de Genève.
- 25 avril 2018 : présentation de la version tricorps allongée au Salon automobile de Pékin, nommée Classe A L Sport Sedan (Z177).
- 5 mai 2018 : lancement de la W177 bicorps dans toute l'Europe.
- Fin 2018 : lancement de la V177 tricorps dans toute l'Europe[2].
- Octobre 2022 : présentation de la version restylée phase 2[3].

### Lancement et phase 1
La quatrième génération de la Classe A est dévoilée le 2 février 2018 à Amsterdam, avant sa première présentation publique en mars au Salon international de l'automobile de Genève 2018. Mercedes-Benz avait auparavant, le 23 novembre 2017, dévoilé sur Internet la planche de bord de sa nouvelle Classe A, qui reçoit pour la première fois une instrumentation entièrement digitale.
Cette nouvelle génération de Classe A reste dans la continuité de la troisième génération (Type 176) qui s'est vendue à deux millions d'exemplaires en six années de commercialisation. Elle avait inauguré une carrosserie bicorps, alors que la seconde (Type 169) avait une carrosserie monocorps typée monospace.
Le 25 avril 2018, Mercedes-Benz présente la version berline à quatre portes (tricorps) de la Classe A au Salon automobile de Pékin nommée Classe A L Sport Sedan. Celle-ci, très proche du Concept A-Sedan dévoilé un an plus tôt au Salon de Shanghai, n'est pas commercialisée en Europe mais uniquement en Chine pour ne pas concurrencer la prochaine CLA. Elle se différencie de la Classe A européenne par sa longueur de 4,61 m et son empattement de 2,79 m, et motorisé avec des blocs 1,3 l (136 et 163 ch) et 2,0 l (190 ch) turbo essence. Elle est produite en Chine à partir de juin 2018 en partenariat avec BAIC Motor.

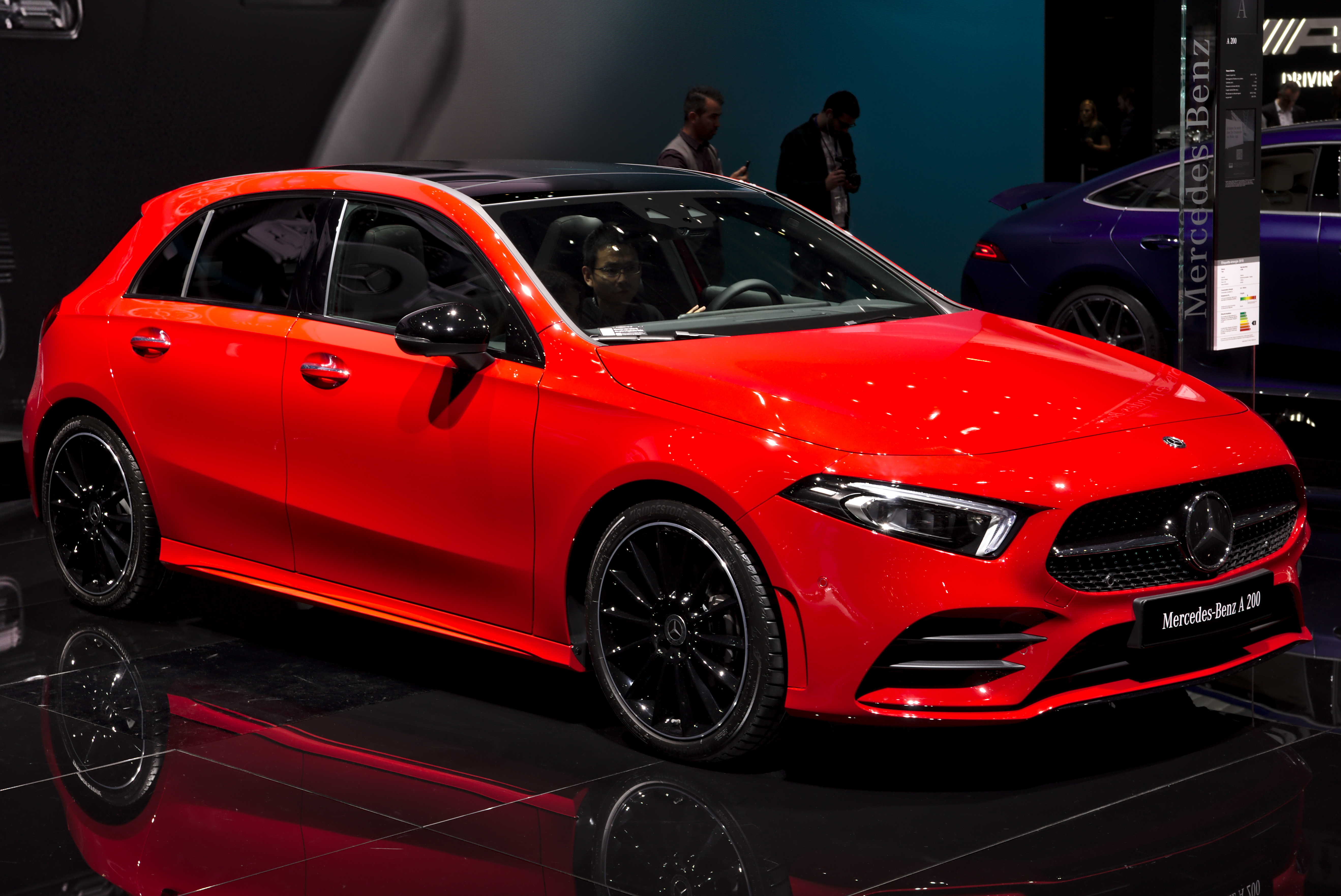
Phase 1 de la Classe A Type 177 (avant)
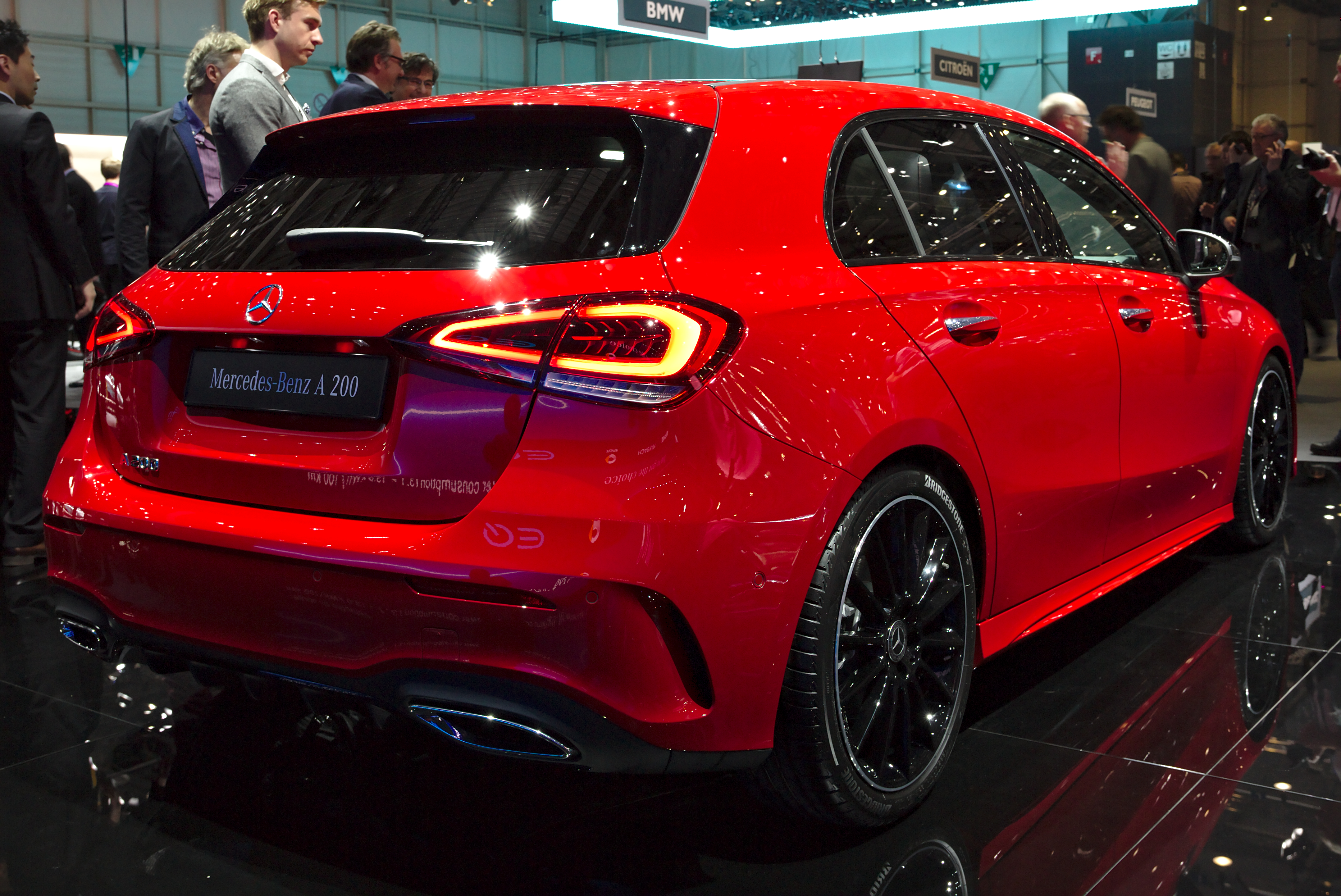
Phase 1 de la Classe A Type 177 (arrière)
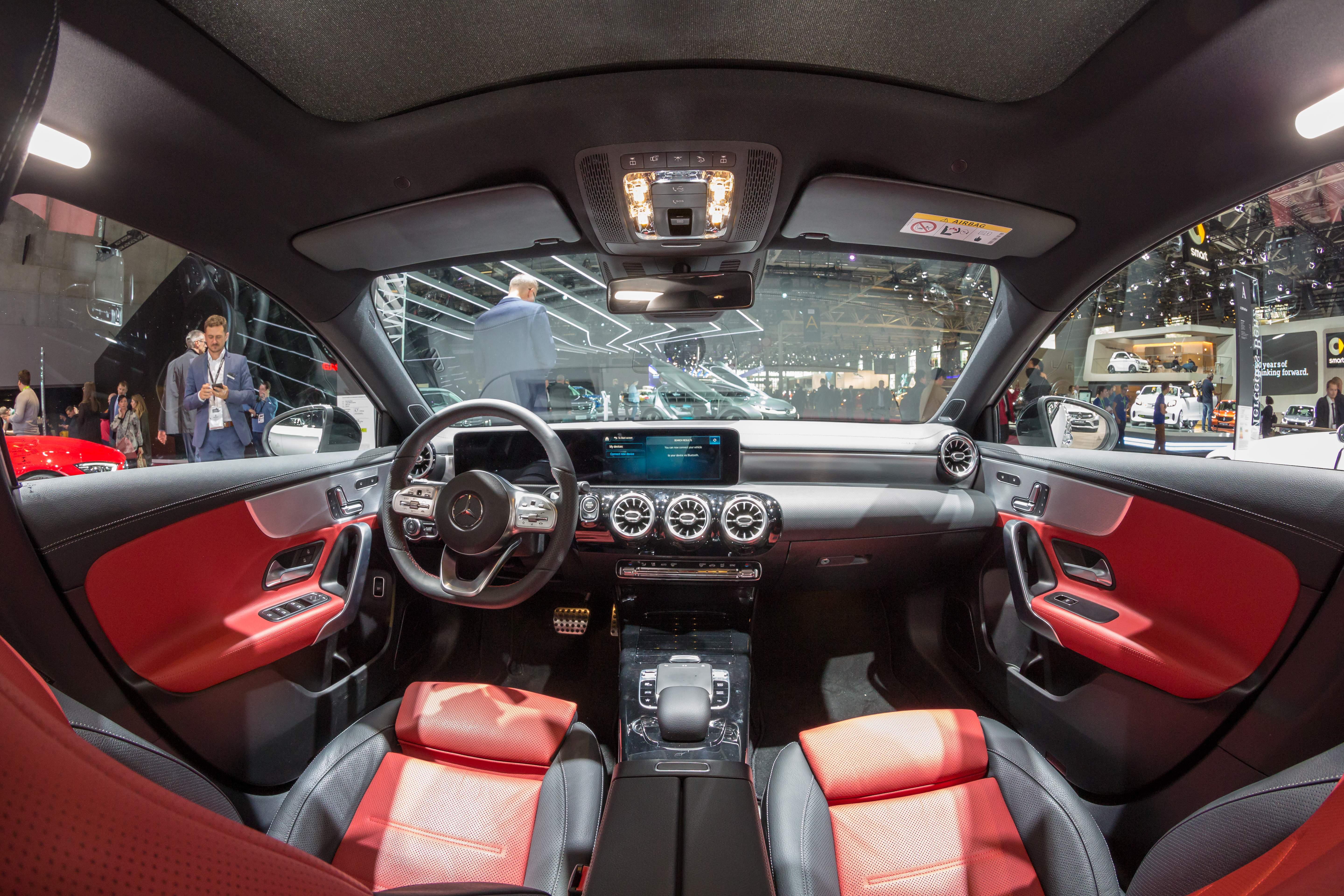
Phase 1 de la Classe A Type 177 (intérieur)

### Phase 2
La version légèrement restylée de la Classe A est présentée en octobre 2022. Le plus petit moteur essence de 109 ch et la finition d'entrée de gamme Style étant supprimés du catalogue, le prix de départ de la compacte est plus élevé d'environ 8 000 €. Les versions à boîte manuelle sont également supprimées et les moteurs essence reçoivent une micro-hybridation.
La version hybride rechargeable revient au catalogue pour janvier 2023, au prix de départ de 48 399 €.

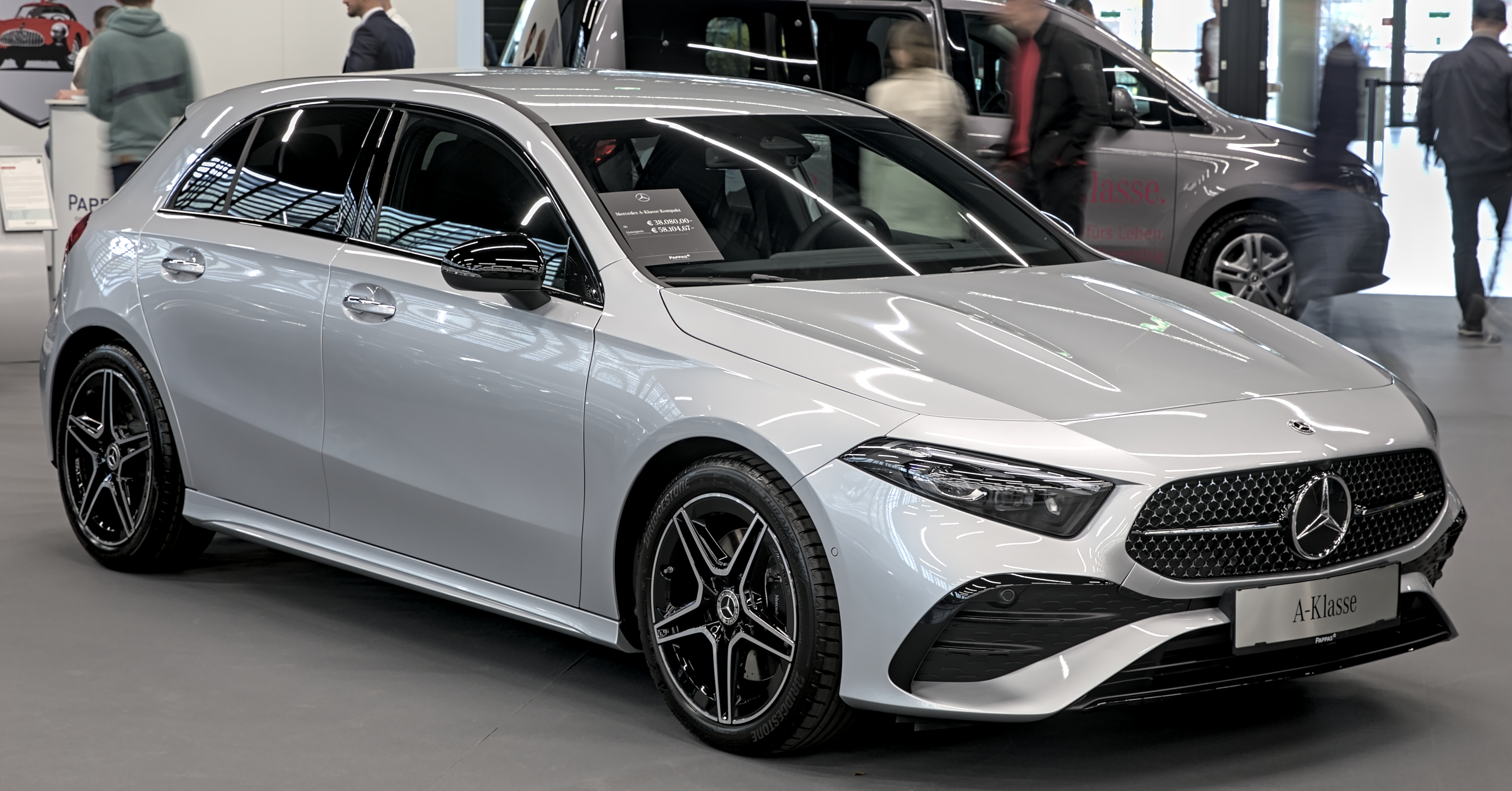
Phase 2 de la Classe A Type 177 (avant).
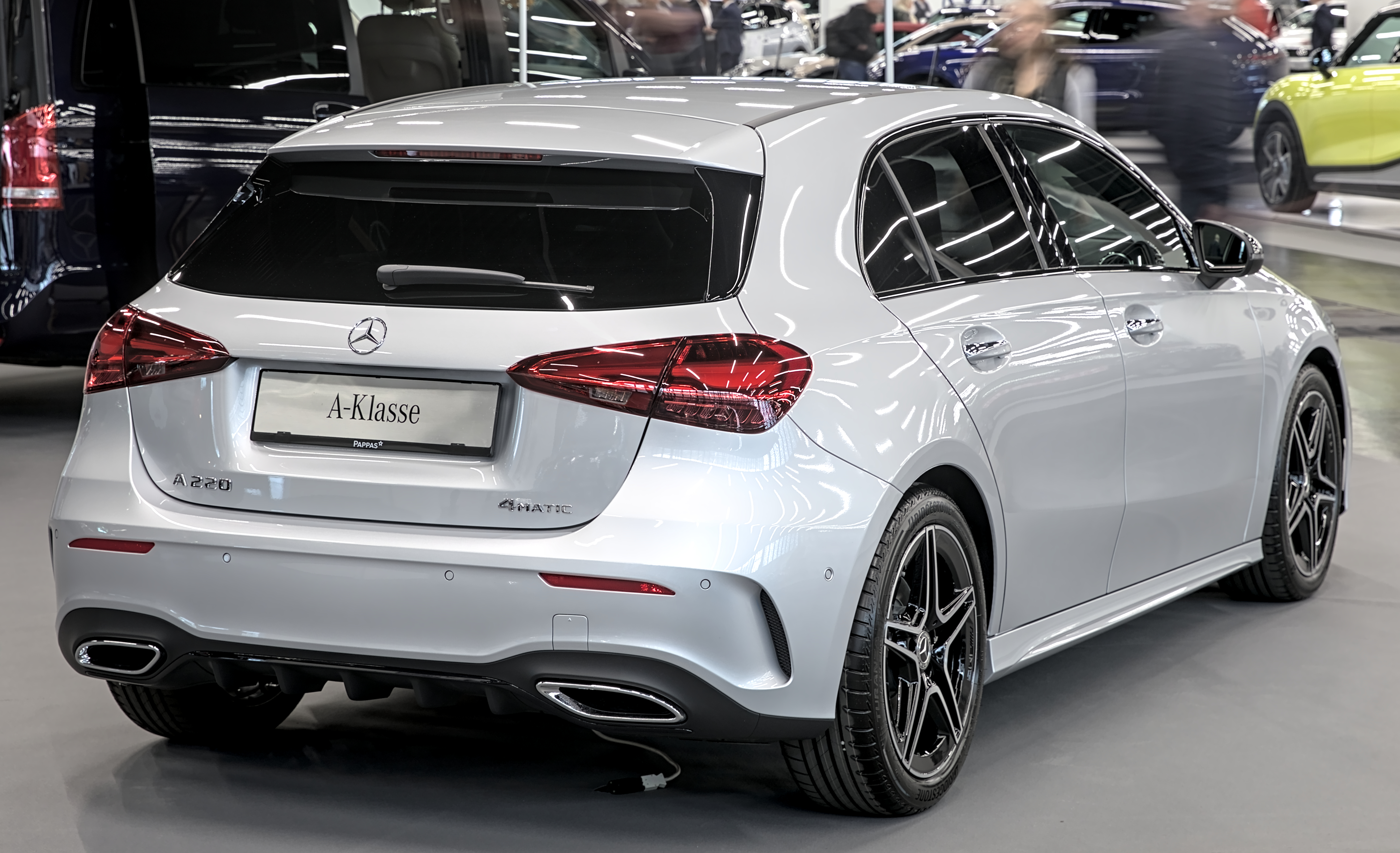
Phase 2 de la Classe A Type 177 (arrière).

## Les différentes versions
|                      | 2018                              | 2019                                 | 2020                                 | 2021                                 | 2022                                 | 2023 >                               |
| Classe A (Classique) | A 160 (W177)                      | A 160 (W177)                         | A 160 (W177)                         | A 160 (W177)                         | A 160 (W177)                         |                                      |
| Classe A (Classique) | A 160 d (W177 ; V177)             |                                      |                                      |                                      |                                      |                                      |
| Classe A (Classique) | A 180 (W177 ; V177 ; Z177)        |                                      |                                      |                                      |                                      |                                      |
| Classe A (Classique) | A 180 d (W177 ; V177)             | A 180 d (W177 ; V177)                | A 180 d (W177 ; V177)                | A 180 d                              | A 180 d                              | A 180 d                              |
| Classe A (Classique) | A 200 (W177 ; V177 ; Z177)        |                                      |                                      |                                      |                                      |                                      |
| Classe A (Classique) | A 200 d (W177 ; V177)             |                                      |                                      |                                      |                                      |                                      |
| Classe A (Classique) | A 200 d 4MATIC (W177 ; V177)      |                                      |                                      |                                      |                                      |                                      |
| Classe A (Classique) | A 220 (W177 ; V177)               |                                      |                                      |                                      |                                      |                                      |
| Classe A (Classique) | A 220 4MATIC (W177 ; V177 ; Z177) |                                      |                                      |                                      |                                      |                                      |
| Classe A (Classique) | A 220 d (W177 ; V177)             |                                      |                                      |                                      |                                      |                                      |
| Classe A (Classique) | A 220 d 4MATIC (W177 ; V177)      |                                      |                                      |                                      |                                      |                                      |
| Classe A (Classique) | A 250 (W177 ; V177)               |                                      |                                      |                                      |                                      |                                      |
| Classe A (Classique) | A 250 4MATIC (W177 ; V177)        |                                      |                                      |                                      |                                      |                                      |
| Classe A (Classique) | A 250 e (W177 ; V177)             |                                      |                                      |                                      |                                      |                                      |
| Classe A AMG         |                                   | A 35 AMG 4MATIC (W177 ; V177 ; Z177) | A 35 AMG 4MATIC (W177 ; V177 ; Z177) | A 35 AMG 4MATIC (W177 ; V177 ; Z177) | A 35 AMG 4MATIC (W177 ; V177 ; Z177) | A 35 AMG 4MATIC (W177 ; V177 ; Z177) |
| Classe A AMG         | A 45 AMG 4MATIC+ (W177)           |                                      |                                      |                                      |                                      |                                      |
| Classe A AMG         | A 45 AMG-s 4MATIC+ (W177)         |                                      |                                      |                                      |                                      |                                      |

Légende couleur : Essence ; Diesel ; Hybride

### Les carrosseries
- Berline bicorps (W177) : version de base.
- Berline tricorps (V177 ; Z177) : versions avec une malle arrière. La Z177 est uniquement commercialisée en Chine mais reste quasi-identique à la version européenne.

### Versions spécifiques
AMG
Voir : Mercedes-AMG Type 177.

### Les séries spéciales
Classe A Edition 1
Une version de lancement est proposée la première année, basée sur la finition AMG Line avec des équipements supplémentaires :
- Équipements extérieurs supplémentaires :
  - Jantes de 19 pouces + Phares full Led.
- Équipements intérieurs supplémentaires :
  - Éclairage d'ambiance + Inserts spécifiques + Sièges Sport.

Classe A AMG 45 S Limited Edition (2024)

## Caractéristiques

### Dimensions

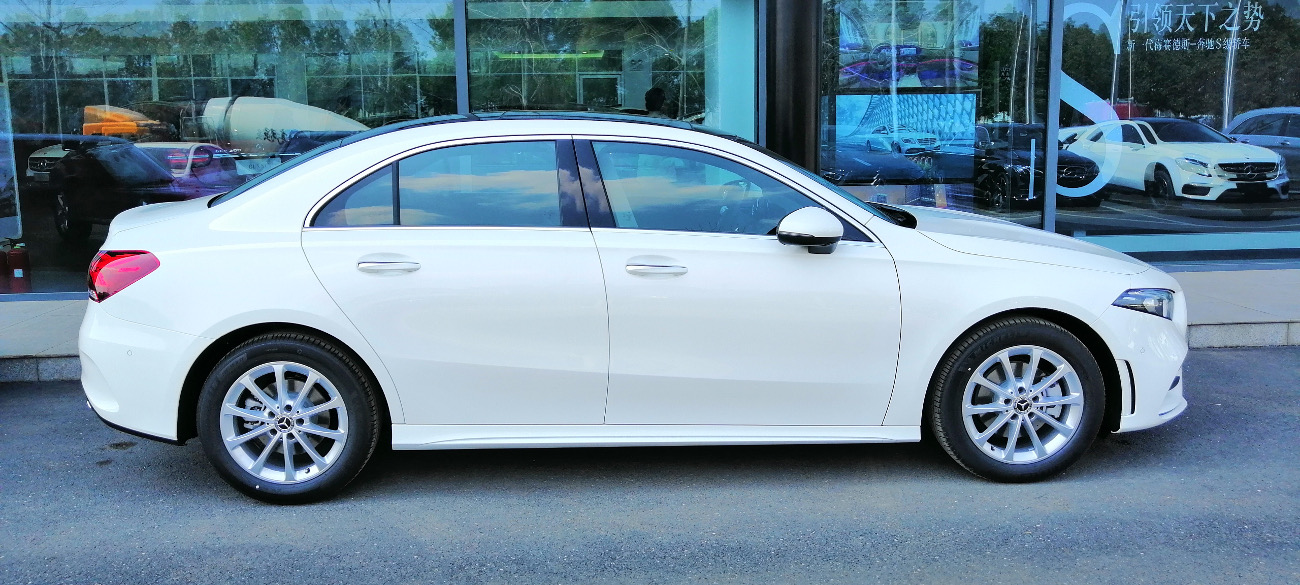
La Z177 de profil.

|                             | Classe A - W177 | Classe A - W177 | Classe A - W177 | Classe A - W177 | Classe A - V177 | Classe A - V177 | Classe A - Z177 | Classe A - Z177 |
| --------------------------- | --------------- | --------------- | --------------- | --------------- | --------------- | --------------- | --------------- | --------------- |
| Classique                   | AMG 35          | AMG 45          | AMG 45 S        | Classique       | AMG 35          | Classique       | AMG 35          |                 |
| Longueur                    | 4 419 mm        | 4 436 mm        | 4 445 mm        | 4 445 mm        | 4 549 mm        | 4 558 mm        | 4 622 mm        | 4 637 mm        |
| Largeur (sans rétroviseurs) | 1 796 mm        | 1 796 mm        | 1 850 mm        | 1 850 mm        | 1 796 mm        | 1 796 mm        | 1 796 mm        | 1 796 mm        |
| Hauteur                     | 1 440 mm        | 1 405 mm        | 1 407 mm        | 1 412 mm        | 1 446 mm        | 1 422 mm        | 1 454-1 462 mm  | 1 422 mm        |
| Empattement                 | 2 729 mm        | 2 729 mm        | 2 729 mm        | 2 729 mm        | 2 729 mm        | 2 729 mm        | 2 789 mm        | 2 729 mm        |
| Rayon de braquage           |                 |                 |                 |                 |                 |                 |                 |                 |
| Masse à vide                |                 |                 |                 |                 |                 |                 |                 |                 |
| P.T.A.C.                    |                 |                 |                 |                 |                 |                 |                 |                 |
| Coffre                      | 310 à 1 195 L   | 310 à 1 195 L   | 310 à 1 195 L   | 310 à 1 195 L   | 345 à 405 L     | 345 à 405 L     |                 |                 |
| Réservoir à combustible     |                 |                 |                 |                 |                 |                 |                 |                 |

### Chaîne cinématique

#### Moteurs
Au lancement, la gamme reçoit deux moteurs essence et un diesel, conformes à la norme anti-pollution Euro 6.
- En essence :
  - le M 282, quatre cylindres en ligne à injection directe de 1,3 litre avec turbocompresseur faisant 109, 136 et 163 ch. Partagé avec l'Alliance Renault-Nissan, il est disponible sur les A 160, A 180 et A 200.
  - le M 260, quatre cylindres en ligne à injection directe de 2,0 litre avec turbocompresseur faisant 190 et 224 ch. Il est disponible sur les A 220 et A 250.
- En diesel :
  - le OM 608, quatre cylindres en ligne à injection directe Common-Rail de 1,5 litre avec turbocompresseur faisant 116 ch. Disponible sur la A 180 d[14]. Il est équipé de série d'un réservoir d'AdBlue.
  - le OM 654, quatre cylindres en ligne à injection directe Common-Rail de 2,0 litres avec turbocompresseur faisant 150 et 190 ch. Disponible sur la A 200 d[14] et A 220 d.
  - À partir de 2021, le moteur OM 608, sera abandonné puis remplacé par un nouveau moteur, d'origine Mercedes, de 2,0 litres qui n'est autre que l'OM 654 dégonflé d'une puissance de 116 ch. Surnommé l'OM 654.
- En hybride essence :
  - le M 282, quatre cylindres en ligne à injection directe de 1,3 litre avec turbocompresseur faisant 163 ch. Il est accouplé à un moteur de 102 chevaux développant 300 Nm. La puissance combinée est de 217 chevaux et 450 Nm. La boîte de vitesses utilisée est une double embrayage à 8 rapports. L'autonomie revendiquée est de 60 à 70 km[15].

#### Boîte de vitesses et transmission
Elle est principalement équipée d'une boîte de vitesses automatique à 7 rapports nommée 7G-DCT. Certaines motorisations diesel et la version hybride sont munies d'une boîte de vitesses automatique à 8 rapports (8G-DCT). Les modèles « entrée de gamme », sont eux, équipés d'une boîte manuelle à 6 rapports mais peuvent être munis de la boîte auto 7G-DCT.
Uniquement disponible en traction au lancement, la 177 est disponible en option en transmission intégrale "4Matic" à partir de juillet 2018.

### Châssis et carrosserie
Elle est basée sur la plateforme technique MFA2. Elle partage ses phares avant et sa calandre avec la troisième génération de CLS, qui est pourtant deux niveaux de gamme supérieur à la Classe A.
À noter que sur certaines versions, le numéro de châssis se trouve sous le siège passager. Cela car Mercedes-Benz a changé son protocole de fabrication et relocalisé en Allemagne la partie assemblage.[réf. nécessaire]

### Options et accessoires

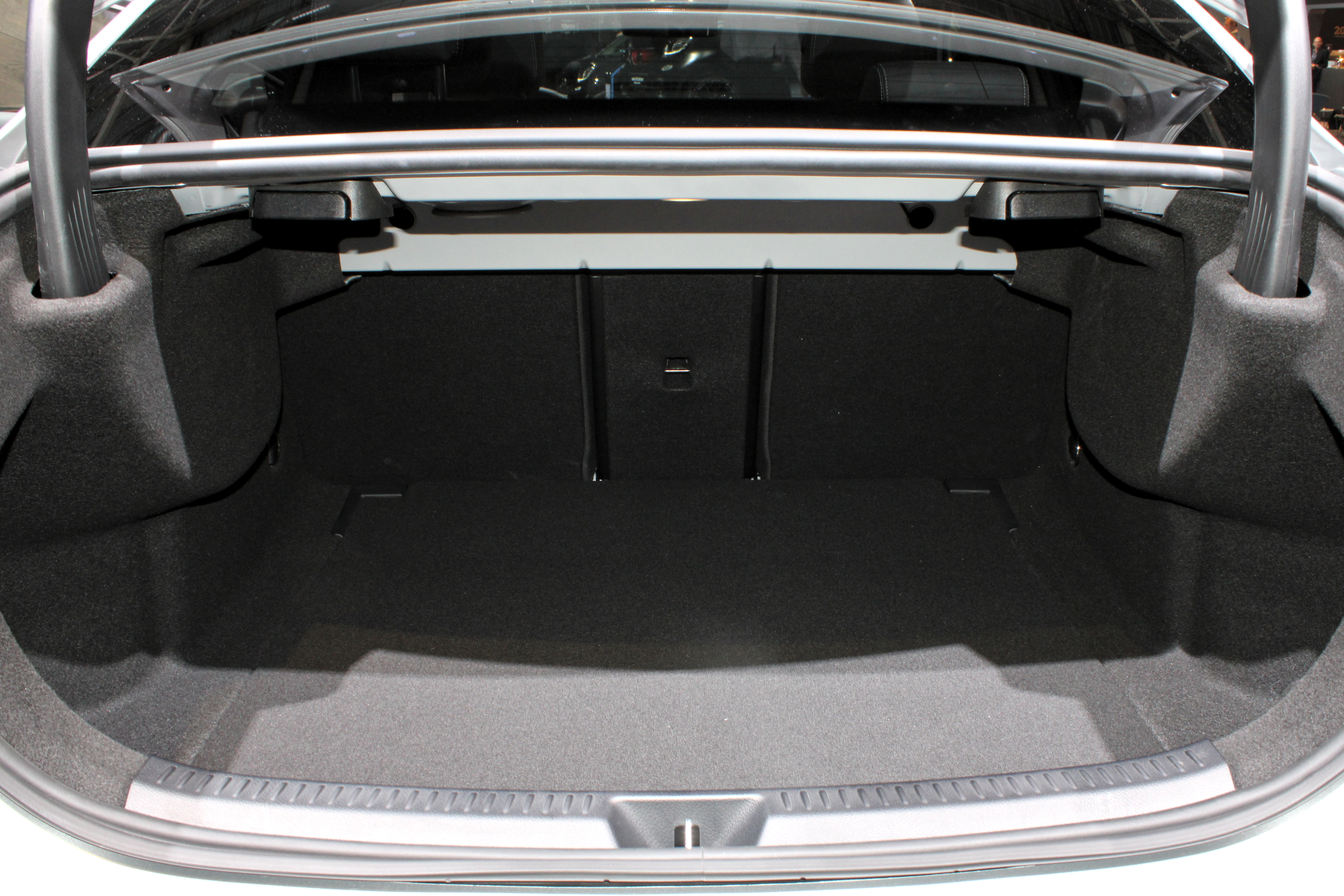
Coffre arrière de la V177.

Le tableau de bord est constitué d'un double écran nommé « Widescreen cockpit » et d'un système multimédia MBUX pour « Mercedes-Benz User Experience ». La taille des écrans varie en fonction du niveau de finition, ainsi en bas de gamme, ce sont deux écrans de 7 pouces qui sont installés, en milieu de gamme un de 7 pouces et un de 10,25 pouces et le haut de gamme reçoit deux écrans de 10,25 pouces.

## Mercedes-AMG Type 177
La Mercedes-AMG Classe A Type 177 est une compacte sportive dérivée de la Mercedes-Benz Type 177 classique.

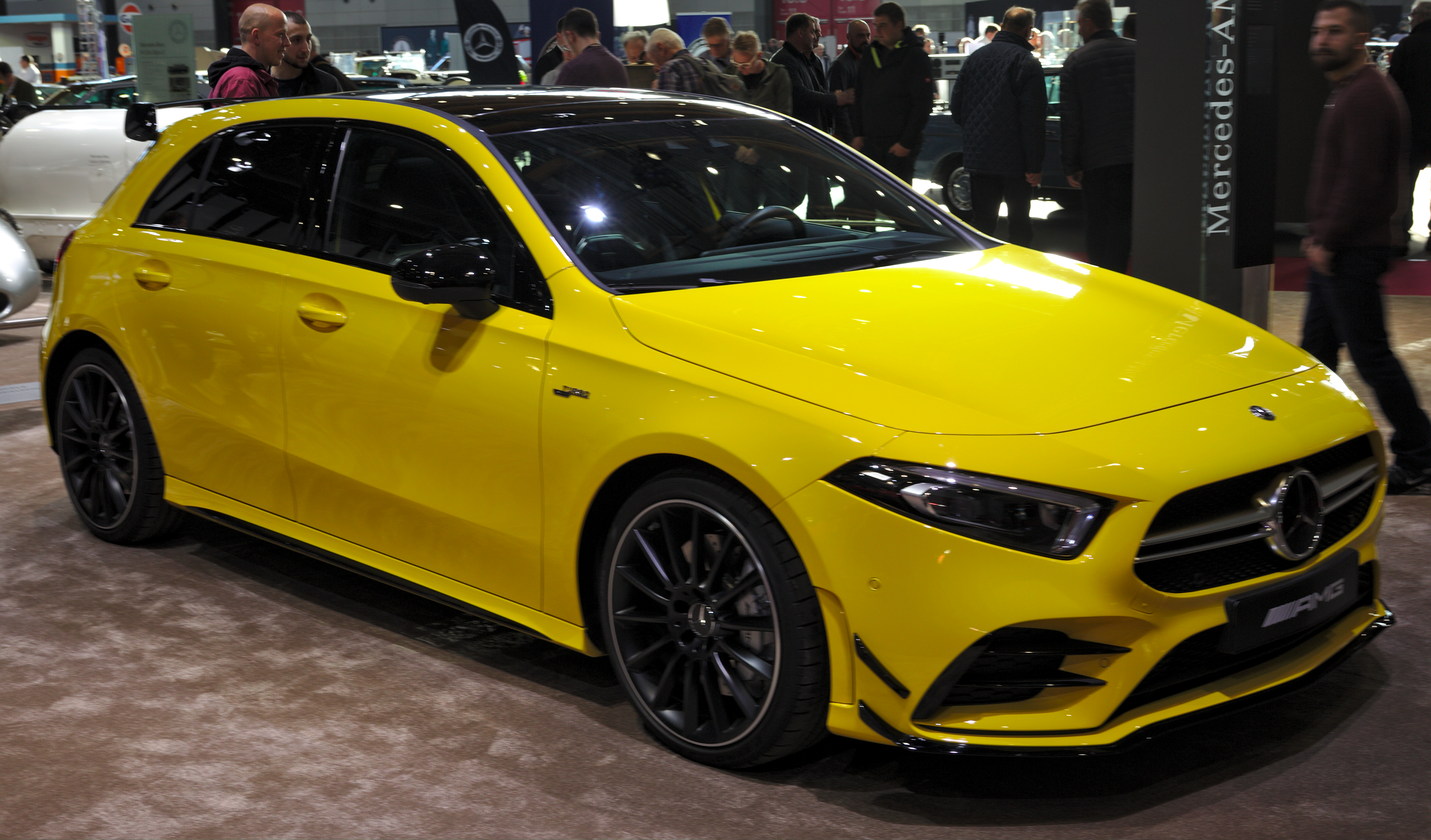
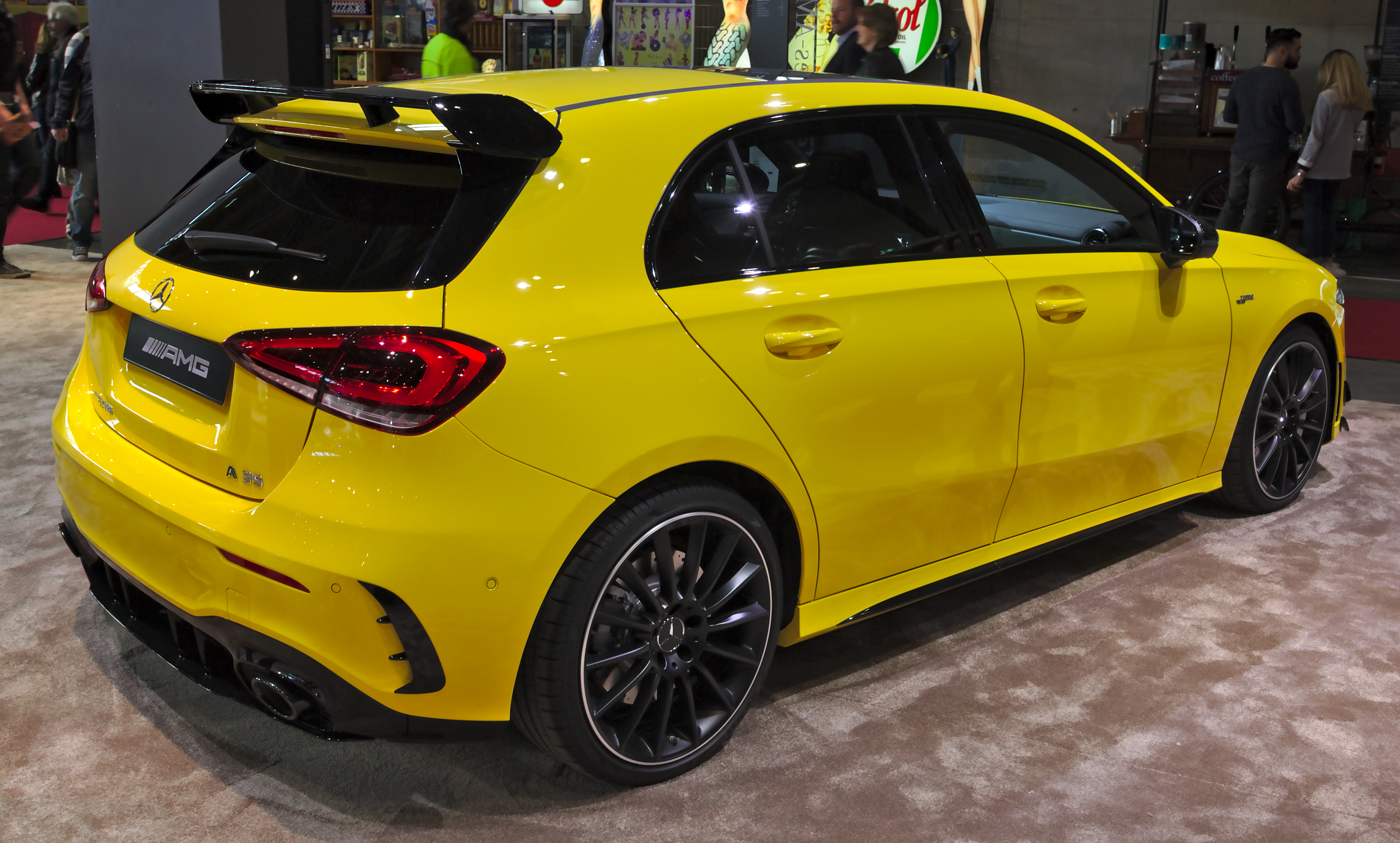

### Les différentes versions et carrosseries

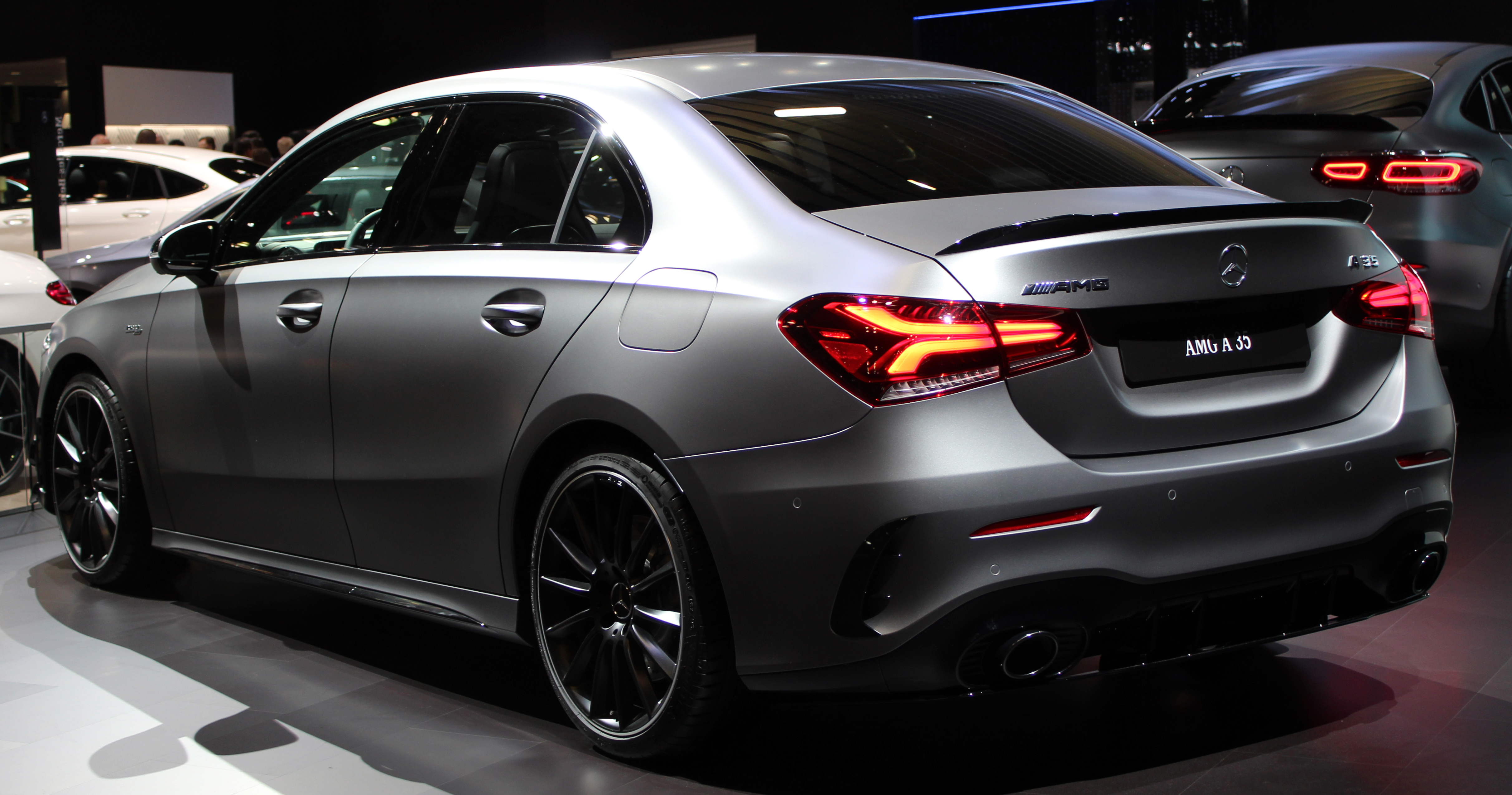
Mercedes-AMG A 35 4Matic (V177).

Tout comme la version classique, elle est également commercialisée en berline bicorps (W177) et berline tricorps (V177 et Z177) et est commercialisée avec trois motorisation différentes. Les versions A 45 et A 45-S sont différentiables de la version A 35 grâce à une calandre spécifique.

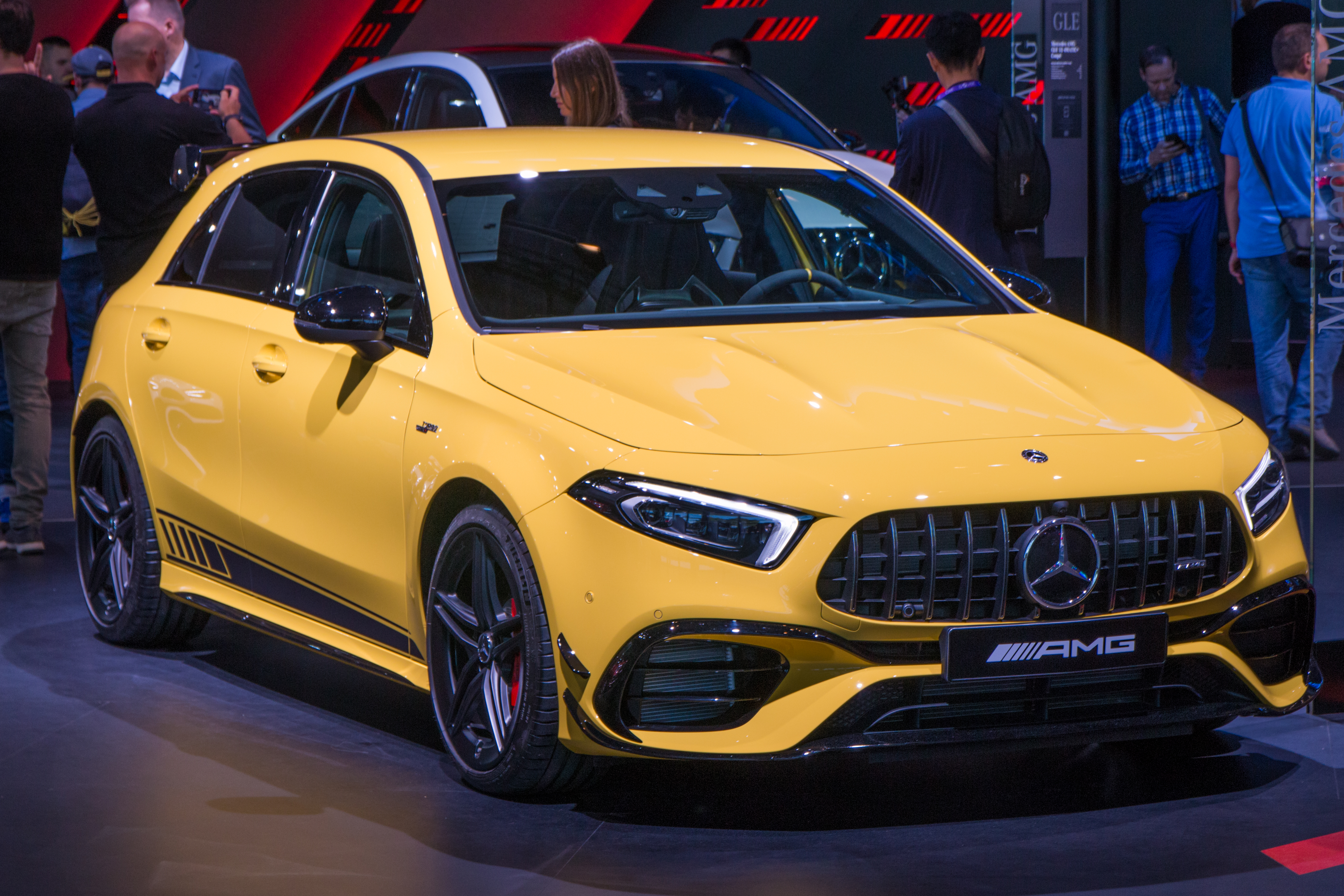
Face avant de l'A 45-S.

### Caractéristiques

#### Motorisations et boîte de vitesses
La Type 177 AMG à possède deux motorisations différentes de quatre cylindres en essence uniquement.
- le M 260 quatre cylindres en ligne à injection directe de 2,0 litres avec turbocompresseur faisant 306 ch. Disponible sur la A 35 4MATIC[20].
- le M 139 quatre cylindres en ligne à injection directe ( et indirecte lors de fortes charges ) de 2,0 litres avec turbocompresseur type « twin scroll » faisant 387 et 421 ch. Disponible sur les A 45 4MATIC[21].

| Modèles            | A 35 AMG 4MATIC                     | A 45 AMG 4MATIC                   | A 45-S AMG 4MATIC                 |
| Construction       | 12/2018 - ...                       | 08/2019 - ...                     | 08/2019 - ...                     |
| Moteur + Nom       | 4 cylindres en ligne M 260 DE 20 AL | 4 cylindres en ligne M 139        | 4 cylindres en ligne M 139        |
| Cylindrée          | 1 991 cm3 (2,0 L)                   | 1 991 cm3 (2,0 L)                 | 1 991 cm3 (2,0 L)                 |
| Performance        | 225 kW (306 ch) à 5 800 tr/min      | 285 kW (387 ch) à 6 500 tr/min    | 310 kW (421 ch) à 6 750 tr/min    |
| Couple             | 400 N à 3 000-4 000 tr/min          | 480 N à 4 750-5 000 tr/min        | 500 N à 5 000-5 250 tr/min        |
| 0 à 100 km/h       | 4,7 s                               | 4,0 s                             | 3,9 s                             |
| Vitesse maxi       | 250 km/h*                           | 250 km/h* 270 km/h**              | 270 km/h**                        |
| Consommation + CO2 | 7,3 - 7,4 l/100 km 167 - 169 g/km   | 8,3 - 8,4 l/100 km 186 - 192 g/km | 8,3 - 8,4 l/100 km 186 - 192 g/km |

* = limitée électroniquement ; ** = avec le "AMG Performance Package" (limitée électroniquement).
La 177 AMG est équipé d'une boîte de vitesses automatique à 7 rapports nommée 7G-DCT ou à 8 rapports nommée 8G-DCT.

## Mercedes-Benz Concept A-Sedan
La Mercedes-Benz Classe A Type 177 est préfigurée par le concept-car Concept A-Sedan. Il est dévoilé au Salon de Shanghai en avril 2017.

### Présentation
La Mercedes-Benz Concept A-Sedan est une berline trois volumes appelée "coupé 4 portes", qui mesure 4,57 m soit environ 28 cm de plus que la Mercedes-Benz Classe A qu'elle préfigure. Elle s'inspire des nouvelles lignes du design Mercedes-Benz annoncé par la sculpture Aesthetics A, présenté en janvier 2017 par Gorden Wagener, le designer en chef de Mercedes-Benz.